# German Airways

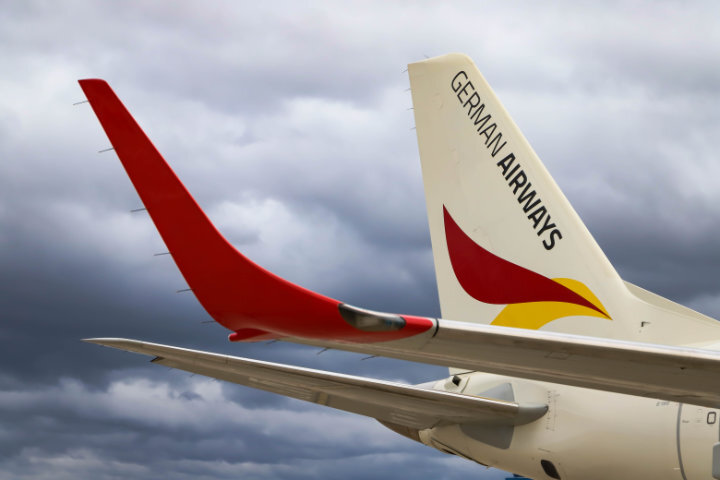
German Airways Embraer E190

German Airways ist eine deutsche Charterfluggesellschaft mit Sitz in Köln und Basis auf dem Flughafen Köln/Bonn. Bis zur Umfirmierung Ende 2020 trug das Unternehmen den Namen WDL Aviation, war aber bereits seit einigen Monaten unter der Dachmarke German Airways tätig.

## Geschichte
Die Fluggesellschaft wurde ursprünglich als WDL Flugdienst (WDL Abkürzung für Westdeutsche Luftwerbung GmbH) im Jahr 1974 gegründet. Die am 29. Juli 1955 von Theodor Wüllenkemper gegründete Vorgängerin erhielt nach der Lufthansa eine Betriebsgenehmigung als Fluggesellschaft in der Bundesrepublik Deutschland. Sitz der Fluggesellschaft war einst Essen, als Basis diente der Flughafen Essen-Mülheim.
Über mehrere Jahre verband WDL Aviation unter anderem für Airbus im Passagier-Werksverkehr den Sitz in Toulouse mit den Standorten Hamburg-Finkenwerder und Bristol-Filton. Darüber hinaus absolvierte die Fluggesellschaft mit zwei Learjets medizinische Flüge, zum Beispiel für Royal Jet.
Bis 2011 flog WDL Aviation zudem mit drei Fokker F-27 Fracht für Unternehmen wie beispielsweise TNT Express, UPS und Farnair Europe.
Die WDL Aviation wurde zum 1. Oktober 2017 von dem Berliner Logistikunternehmen Zeitfracht übernommen. Ende 2020 wurde die Fluggesellschaft Mitglied der IATA. Seit dem Frühjahr 2020 ist German Airways Mitglied in der European Regions Airline Association (ERA), einer Vereinigung im europäischen Regionalflugverkehr.
Im Frühjahr 2020 kam es zu einer strategischen Kooperation mit der TFC Flugbetrieb und -technik Beratungsgesellschaft aus Essen, um dort zukünftig Nachwuchspiloten der German Airways theoretisch und praktisch aus- und fortzubilden.
Mitte 2020 stellte German Airways die Vermarktungsmarke LIGAFLIEGER vor, die sich auf Charterangebote für Sportmannschaften fokussiert. Zu den Kunden zählen nationale und internationale Fußballvereine sowie Teams auf nationaler Ebene. Auch Kunden sonstiger Teamsportarten wie Basketball und Rugby sowie Teams aus dem Motorsportbereich nutzen die Charterservices.
Seit Sommer 2023 fliegt German Airways mit fünf Flugzeugen für KLM Cityhopper und setzt die Zusammenarbeit auch im Winterflugplan weiter fort. Weiterhin baute man zeitgleich das Engagement mit Luxair aus und erweiterte dieses um ein zweites Flugzeug. Somit ist nahezu die gesamte Flotte seit Sommer 2023 im Wet-Lease-Geschäft tätig.

## Dienstleistungen
Das Geschäftsmodell von German Airways umfasst zwei wesentliche Geschäftszweige. Hierzu zählen Charterflüge und Flugleistungen im Rahmen von Wet-Lease-Verträgen für andere Fluggesellschaften wie beispielsweise Air France. German Airways bietet sowohl Adhoc-Leistungen in Charter- und Wetlease-Services, jedoch auch mittel- und langfristige Leistungen über mehrere Jahre an.
German Airways bedient im Auftrag ihrer Kunden hauptsächlich Flüge zu deutschen und europäischen Zielen.

## Flotte

### Aktuelle Flotte
Mit Stand April 2025 besteht die Flotte von German Airways aus acht Flugzeugen des Typs Embraer 190 mit einem Durchschnittsalter von 17,4 Jahren.

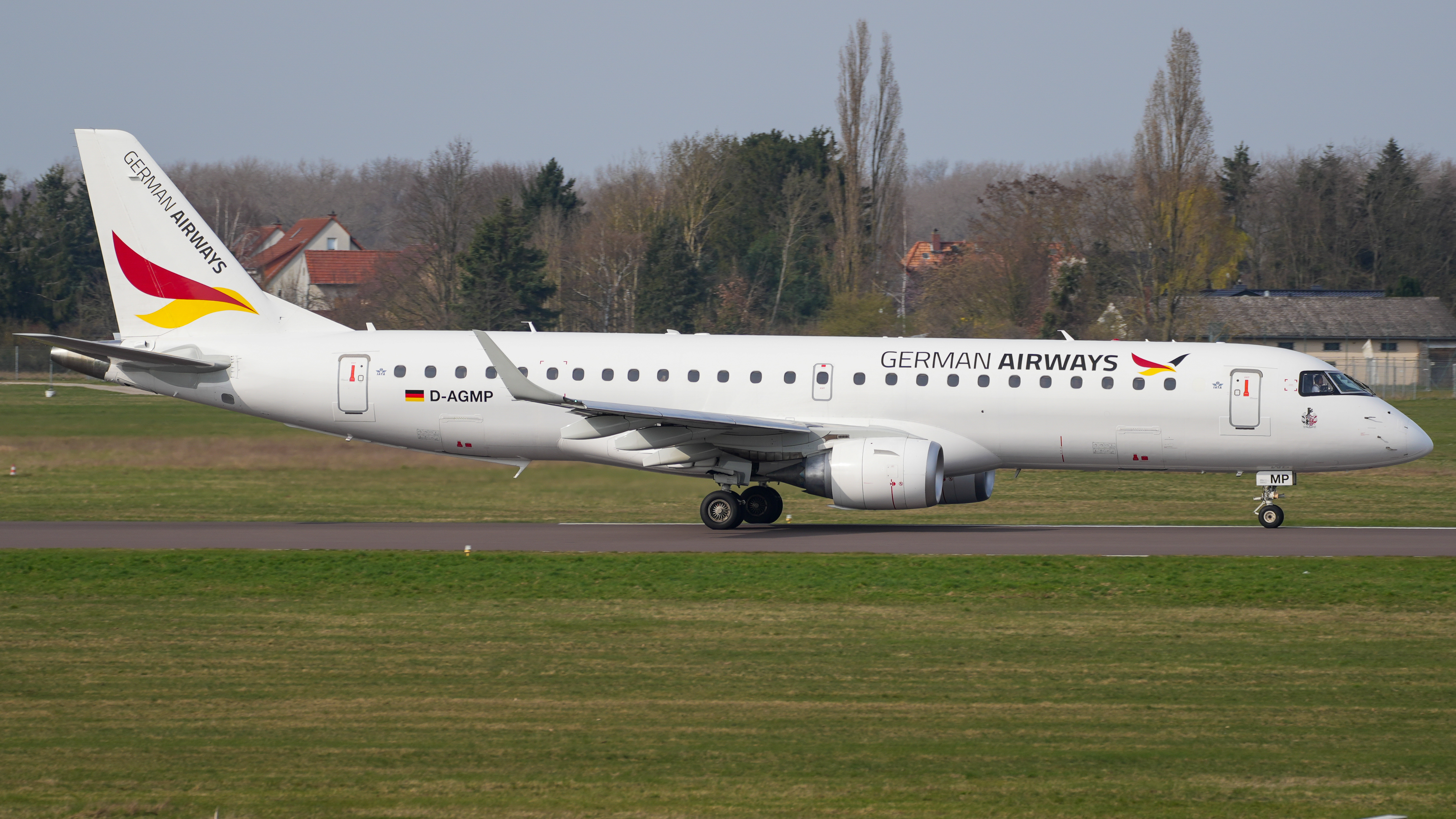
D-AGMP

| Flugzeugtyp   | Anzahl | bestellt | Anmerkungen                                     | Sitzplätze (Eco+/Eco) | Durchschnittsalter |
| ------------- | ------ | -------- | ----------------------------------------------- | --------------------- | ------------------ |
| Embraer E-190 | 8      |          | eine inaktiv; eine betrieben für KLM Cityhopper | 100 (12/88)           | 17,4 Jahre         |
| Gesamt        | 8      | -        |                                                 |                       | 17,4 Jahre         |

### Aktuelle Sonderbemalungen
| Flugzeugtyp     | Luftfahrzeugkennzeichen | Bemalung                         | Zeitraum       | Bild |
| --------------- | ----------------------- | -------------------------------- | -------------- | ---- |
| Embraer ERJ-190 | D-ACJJ                  | „Herpa Miniaturmodelle 75 Years“ | seit Juli 2024 |      |

### Ehemalige Sonderbemalungen
| Flugzeugtyp     | Luftfahrzeugkennzeichen | Bemalung                    | Zeitraum                                                                                             | Bild |
| --------------- | ----------------------- | --------------------------- | --- | --- |
| Embraer ERJ-190 | D-ACJJ D-AJHW D-AMWO    | „Adler Modemärkte“          | D-ACJJ: Oktober 2021 bis Mai 2022 D-AJHW: April bis November 2024 D-AMWO: Juli 2024 bis Februar 2025 | |
| Embraer ERJ-190 | D-APRI                  | „Leysieffer Chocolaterie“   | November 2022 bis September 2024                                                                     | |
| Embraer ERJ-190 | D-AWSI                  | „Galaxy European Champions“ | August 2022 bis März 2023                                                                            | Bild gesucht Die Wikipedia wünscht sich an dieser Stelle ein Bild. Weitere Infos zum Motiv findest du vielleicht auf der Diskussionsseite . Falls du dabei helfen möchtest, erklärt die Anleitung , wie das geht. |

### Ehemalige Flugzeugtypen
German Airways übernahm die erste Embraer 190 im März 2019, die weiteren Embraer wurden danach kontinuierlich eingeflottet. Zuvor nutzte die Fluggesellschaft BAe 146, in der Flotte waren davon drei als Passagierflugzeuge und weitere drei als Frachtflugzeuge im Einsatz. Unter dem Namen WDL Aviation betrieb sie insgesamt acht BAe 146. Vor der BAe 146 betrieb die Fluggesellschaft Flugzeuge des Herstellers Fokker.